# Mordekáj Joffé
Mordekáj ben Ábrahám Joffé (héberül: מרדכי בן אברהם יפה), gyakran csak Mordekáj Joffé (Prága, 1530 körül – Poznań, 1612. március 7.) kora újkori lengyelországi zsidó hittudós.
Moses Isserles tanítványa volt. Részt vett az úgynevezett „négy ország zsinatának” szervezésében. 1560 körül Itáliába ment, és ott körülbelül 10 évig foglalkozott filozófiával, csillagászattal, és geometriával. Velencében Izsák Aboabnál tanult, aki a pilpul mellőzésével Joffé Talmud-tudására is jelentős hatást tett.
Joffé Lebúsim ('Öltözék') címen haláchikus és teológiai fejtegetéseket írt Jákob ben Áser Turimjához, Lebus Óra címen Rásihoz – de egyik tanítója, Matatija Delakrut nyomán magyarázta Menáhem ben Benjámin Rekánátet is. Kommentárt készített Maimonidész Móré Nebukhimjához, és Ábrahám ben Cijja középkori zsidó matematikus Cúrát Ha-árecjéhez ('A föld alakja') is.) Műveiben szeretné összeegyeztetni a haláchát a kabbalával, sok zsidó hitéleti törvényt kabbalisztikus felfogásban magyaráz. Nagy hangsúlyt helyez a művelődésre, szerint bármilyen nyelvű tudományos művet szabad szombatonként olvasni. Kedveli a vallásfilozófiát – kabbalával keverve. Olykor Arisztotelészt igazolja Maimonidésszel szemben, egyben cáfolja Maimonidész magyarázóját, Prófiat Duránt (Efódi). Műveiben észlelhető komoly csillagászati tudása (Lebus Éder Hajákár 4.). Kiforrott, egységes világképpel nem rendelkezik; sok nála az ingadozás, ellentmondás. Tudományos érzékét mutatja, hogy dicséri Rásit a pesatra való törekvéséért. Széles látókörének, civilizált életfelfogásának bizonyítéka, hogy megkívánja a zsidókː külső megjelenésükkel nem váljanak ki a környezetükből.